# Jacek Humnicki
Jacek Humnicki herbu Gozdawa (zm. w 1688 roku) – podsędek sanocki w 1685 roku, podstoli sanocki w latach 1665–1683, cześnik sanocki w latach 1663–1665, sędzia kapturowy ziemi sanockiej w 1668 roku.
Strażnik pospolitego ruszenia ziemi sanockiej w czasie popisu pod Jabłonicą przed elekcją 1669 roku. Poseł ziemi sanockiej na sejm grodzieński 1678–1679 roku.	